# 殷宜中
殷宜中（？年—？年），字義卿，號石雲，南直隶镇江府丹徒县籍丹阳县人。明末政治人物。

## 生平
崇祯三年（1630年）庚午科应天府乡试第十四名舉人，崇祯七年（1634年）甲戌科三甲一百七十名进士，户部观政，八年授四川铜梁县知县，十年调任阆中县，十三年考察，十四年降补漳州府知事，十五年补汀州府推官。

## 家族
曾祖殷法，迪功郎；祖殷梅，寿官；父殷光啓，儒官。